# Cherokee Parks
Cherokee Bryan Parks (Huntington Beach, California; 11 de octubre de 1972) es un exjugador de baloncesto estadounidense que jugó 9 temporadas en la NBA en 7 equipos diferentes. Recibió el nombre de Cherokee por parte de su madre en honor a su abuela, que fue miembro de la tribu Cheroqui. Con 2,11 metros de estatura, jugaba en las posiciones de ala-pívot y pívot.

## Trayectoria deportiva

### Universidad
Parks jugó al baloncesto durante cuatro temporadas en la Universidad de Duke, entrenado por Mike Krzyzewski, y ganó el campeonato de la NCAA de 1992 en su primer año universitario. Durante la temporada promedió 5 puntos y 2.4 rebotes. Con el paso de los años su aportación e importancia en los Blue Devils fue creciendo, finalizando subcampeones de la NCAA en 1994 tras caer ante Arkansas Razorbacks en la final por 76-72 y promediando 14.4 puntos y 8.4 rebotes a lo largo de la campaña. En su año sénior, Parks firmó 19 puntos y 9.3 rebotes. En Duke se graduó en historia.

### Profesional
Tras completar su periplo universitario, Parks fue seleccionado en la 12.ª posición del Draft de la NBA de 1995 por Dallas Mavericks, donde solamente disputó su temporada rookie, promediando unos tímidos 3.9 puntos y 3.4 rebotes en 64 partidos. Al terminar la temporada fue traspasado a Minnesota Timberwolves. 
En sus dos años en Minneapolis solo en el segundo tuvo continuidad, promediando más de 20 minutos por partido por primera vez y aportando 7.1 puntos y 5.5 rebotes. 
El 22 de enero de 1999 firmó con Vancouver Grizzlies como agente libre y en las cuatro siguientes campañas se convirtió en material de traspaso al pasar por Los Angeles Clippers, San Antonio Spurs, Washington Wizards y Golden State Warriors. En los 472 partidos que jugó en la NBA anotó 2.056 puntos y recogió 1.703 rebotes.
A fines de 2003 decidió dejar de jugar al baloncesto, afectado por la depresión. Ocho años después, ya recuperado, decidió retornar a la competición con el U.S. Aubenas Basket, un equipo de la cuarta división francesa. Luego de dos temporadas, se retiró definitivamente, esta vez afectado por una afección cardíaca.

## Selección nacional
Parks representó a su país en el Campeonato Mundial de Baloncesto Sub-19 de 1991 y en el Campeonato Mundial de Baloncesto Sub-22 Masculino de 1993, los cuales fueron ambos ganados por los estadounidenses. También integró el plantel de los Estados Unidos que obtuvo la medalla de bronce en los Goodwill Games de 1994.

## Estadísticas de su carrera en la NBA

### Temporada regular
| Temp.   | Edad | Equipo      | Liga | P   | TIT | MIN  | TC  | TCA | %TC  | 3P  | 3PA | %3P  | TL  | TLA | %TL  | R.OF. | R.DEF. | REB | ASIS | ROB | TAP | PER | FP  | PTS |
| 1995-96 | 23   | Dallas      | NBA  | 64  | 3   | 13.6 | 1.6 | 3.9 | .409 | 0.1 | 0.4 | .269 | 0.6 | 1.0 | .661 | 1.0   | 2.3    | 3.4 | 0.5  | 0.4 | 0.5 | 0.5 | 1.6 | 3.9 |
| 1996-97 | 24   | Minnesota   | NBA  | 76  | 0   | 12.6 | 1.4 | 2.7 | .510 | 0.0 | 0.0 | .000 | 0.6 | 1.0 | .605 | 1.1   | 1.5    | 2.6 | 0.4  | 0.5 | 0.6 | 0.4 | 2.0 | 3.3 |
| 1997-98 | 25   | Minnesota   | NBA  | 79  | 43  | 21.6 | 2.8 | 5.7 | .499 | 0.0 | 0.0 | .000 | 1.4 | 2.1 | .651 | 1.8   | 3.8    | 5.5 | 0.7  | 0.5 | 1.1 | 0.8 | 3.0 | 7.1 |
| 1998-99 | 26   | Vancouver   | NBA  | 48  | 41  | 23.3 | 2.5 | 5.7 | .429 | 0.0 | 0.0 | .000 | 0.6 | 1.1 | .545 | 1.6   | 3.5    | 5.1 | 0.8  | 0.6 | 0.6 | 1.0 | 2.4 | 5.5 |
| 1999-00 | 27   | Vancouver   | NBA  | 56  | 14  | 14.4 | 1.3 | 2.6 | .497 | 0.0 | 0.0 | .000 | 0.4 | 0.7 | .649 | 1.0   | 2.3    | 3.3 | 0.6  | 0.5 | 0.8 | 0.5 | 2.1 | 3.0 |
| 2000-01 | 28   | TOTAL       | NBA  | 65  | 31  | 16.2 | 2.1 | 4.2 | .489 | 0.0 | 0.1 | .000 | 0.5 | 0.7 | .705 | 1.1   | 2.4    | 3.5 | 0.7  | 0.4 | 0.6 | 0.6 | 1.9 | 4.6 |
| 2000-01 | 28   | Washington  | NBA  | 13  | 0   | 13.7 | 1.4 | 2.9 | .474 | 0.0 | 0.0 |      | 0.9 | 1.3 | .706 | 1.0   | 2.1    | 3.1 | 0.5  | 0.5 | 0.8 | 0.8 | 1.5 | 3.7 |
| 2000-01 | 28   | Clippers    | NBA  | 52  | 31  | 16.8 | 2.2 | 4.5 | .492 | 0.0 | 0.1 | .000 | 0.4 | 0.5 | .704 | 1.1   | 2.5    | 3.6 | 0.8  | 0.4 | 0.5 | 0.6 | 2.0 | 4.8 |
| 2001-02 | 29   | San Antonio | NBA  | 42  | 1   | 5.6  | 0.7 | 2.0 | .361 | 0.0 | 0.0 |      | 0.1 | 0.2 | .375 | 0.6   | 0.8    | 1.4 | 0.2  | 0.2 | 0.2 | 0.3 | 0.8 | 1.5 |
| 2002-03 | 30   | Clippers    | NBA  | 30  | 18  | 21.6 | 2.7 | 5.4 | .503 | 0.0 | 0.1 | .500 | 0.8 | 1.3 | .605 | 1.5   | 2.9    | 4.4 | 0.7  | 0.5 | 0.7 | 0.6 | 1.7 | 6.3 |
| 2003-04 | 31   | G. State    | NBA  | 12  | 0   | 5.3  | 0.3 | 0.8 | .400 | 0.0 | 0.0 |      | 0.3 | 0.5 | .667 | 0.3   | 0.5    | 0.8 | 0.1  | 0.0 | 0.3 | 0.2 | 0.6 | 1.0 |
| Carrera |      |             | NBA  | 472 | 151 | 15.8 | 1.8 | 3.9 | .470 | 0.0 | 0.1 | .211 | 0.7 | 1.0 | .630 | 1.2   | 2.4    | 3.6 | 0.6  | 0.4 | 0.6 | 0.6 | 2.0 | 4.4 |

### Playoffs
| Temp.   | Edad | Equipo     | Liga | P | MIN | TCA | TC | 3PA | 3P | TLA | TL | R.OF. | REB | ASIS | ROB | TAP | PER | FP | PTS | %TC  | %3P | %FT  | MIN  | PTS | REB | AST |
| 1996-97 | 24   | Minnesota  | NBA  | 1 | 11  | 2   | 3  | 0   | 0  | 0   | 0  | 0     | 5   | 0    | 1   | 0   | 0   | 5  | 4   | .667 |     |      | 11.0 | 4.0 | 5.0 | 0.0 |
| 1997-98 | 25   | Minnesota  | NBA  | 1 | 1   | 0   | 0  | 0   | 0  | 0   | 0  | 0     | 0   | 0    | 0   | 0   | 0   | 0  | 0   |      |     |      | 1.0  | 0.0 | 0.0 | 0.0 |
| 2001-02 | 29   | S. Antonio | NBA  | 5 | 43  | 4   | 14 | 0   | 0  | 0   | 1  | 3     | 11  | 0    | 0   | 2   | 2   | 6  | 8   | .286 |     | .000 | 8.6  | 1.6 | 2.2 | 0.0 |
| Carrera |      |            | NBA  | 7 | 55  | 6   | 17 | 0   | 0  | 0   | 1  | 3     | 16  | 0    | 1   | 2   | 2   | 11 | 12  | .353 |     | .000 | 7.9  | 1.7 | 2.3 | 0.0 |